# Иванкин, Анатолий Васильевич
Анатолий Васильевич Иванкин (1927—1990) — советский писатель, военный лётчик 1-го класса, полковник запаса.

## Биография
Родился в 1927 году в с. Торбеевка Инжавинского района Тамбовской области. В 1943 году, после освобождения Белгородской области от немецко-фашистских захватчиков, семья переехала в с. Буденное (ныне город Бирюч, Красногвардейского района Белгородской области).
По окончании средней школы, был призван в ряды Советской Армии и направлен на учёбу в Тамбовское военное училище летчиков. 
В 1950—1973 годах служил в авиации ПВО страны. В начале 60-х годов окончил Военно-воздушную академию имени Н.Е. Жуковского.
Освоил многие типы поршневых и реактивных истребителей. За годы службы прошел путь от рядового летчика до командира истребительного полка. 
В дальнейшем занимал ряд должностей в штабе 73-й воздушной армии Туркестанского военного округа. Работал военным советником в Республике Сирия. В 1975-1977 начальник кафедры тактики Качинского Высшего авиационного училища.
В 1978 году уволен в запас по выслуге лет в звании полковника. 
В 1978-1981 зав. Сталинградским отделом, в 1981-1990 годах директор Волгоградского музея-панорамы «Сталинградская битва». 
Член Союза писателей СССР (1984).
В конце 80-х годов стоял у истоков поискового движения города Волгограда. При его непосредственном участии был организован ряд экспедиций, позволивших восстановить имена и увековечить память нескольких солдат и офицеров погибших на фронтах Великой Отечественной войны. 
Скоропостижно умер 18 мая 1990 года. Похоронен в Волгограде.

## Творчество
Публиковался с 1980 года. Его романы и повести издавались крупными тиражами и были рассчитаны прежде всего на молодёжную аудиторию. Несмотря на отдельные неточности и использование советских идеологических шаблонов, книги выдержаны в историческом контексте и показывают вполне объективную картину описываемых автором событий.
- «Последний камикадзе» Журнал «Дон»,1978, №№ 3-5 (издана также в Чехословакии)
- Последний камикадзе : Роман / Анатолий Иванкин; [Худож. А. Я. Салтанов]. - М. : Воениздат, 1981. - 279 с. : ил.; 21 см.
- Последний камикадзе : Роман / Анатолий Иванкин; [Худож. В. В. Цыннова]. - Волгоград : Ниж.-Волж. кн. изд-во, 1987. - 286,[2] с. : ил.; 21 см.;
- Конец "Гончих псов" : Роман-хроника / Анатолий Иванкин ; [Пер. с рус. Оноприенко С.], 296,[3] с. 20 см, Киев Молодь 1990
- Конец "Гончих псов" : Роман / Анатолий Иванкин ; [Худож. В. Е. Бай], 334,[2] с. ил. 21 см, М. Воениздат 1987
- Оглянись на ушедших: повесть. — Волгоград, 1985—334 с.: портрет
- Корабль дьявола: повесть. 1988
- Ристалище: роман-хроника // Память Сталинграда в 3 т. Т. 1. — Волгоград, 1992 — С. 6—339.

Принимал участие в написании книги о музее-панораме «Сталинградская битва».